# Míčovna

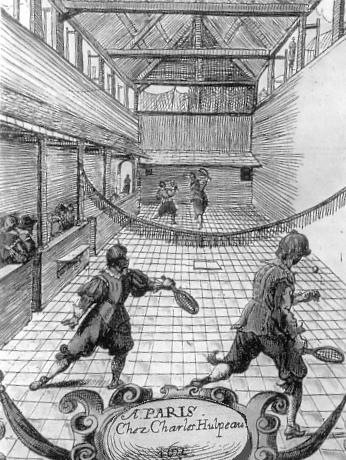
Interiér pařížské míčovny

Míčovna je označení pro typ budov, které byly v raném novověku stavěny především na panovnických a šlechtických dvorech a sloužily ke hraní jeu de paume, předchůdce moderního tenisu.

## Historie
První míčovny vznikaly v Itálii na konci 15. století pod názvem Sala della Balla. V 16. a 17. století se míčová hra rozšířila u evropských šlechtických dvorů i v univerzitním prostředí a s ní i výstavba míčoven. V německy mluvících zemích nechal první míčovnu vystavět Ferdinand I. v Hofburgu v roce 1521. Míčovna na Pražském hradě byla vystavěna v letech 1568–1569. Míčovna ve Versailles, proslavená přísahou poslanců v roce 1789, vznikla v roce 1686, zatímco míčovna v Jardin des Tuileries v Paříži vznikla až za Napoleona III. v roce 1861.
Míčovny se po odeznění módní hry často přestavovaly na divadla, protože se dobře hodil jejich prostorný obdélníkový půdorys. Tak vznikly např. původní Burgtheater ve Vídni, divadlo Ekhof na zámku Friedenstein v Gotě, Ballhof v Hannoveru nebo biskupská opera v Pasově.

## Známé míčovny
- míčovna (Pražský hrad)
- míčovna (Praha, Staré Město)
- míčovna (Paříž)
- míčovna (Versailles)